# Cosquín Rock 2023
Cosquín Rock 2023 fue la vigésima segunda edición del festival Cosquín Rock. Al igual que todos los años, se realizará en el aeródromo de la localidad de Santa María de Punilla, provincia de Córdoba, Argentina.
El 1 de septiembre de 2022 se anunció que el festival se haría el fin de semana de carnaval de 2023, los días 18 y 19 de febrero. La preventa comenzó el 20 del mismo mes con los abonos generales para ambos días. El 27 de octubre se anunció la grilla de artistas para ambos días, con Divididos, Skay y Los Fakires, Fito Páez, Ciro y los Persas y Las Pastillas del Abuelo como algunos de los principales números. Finalmente, la distribución por día y escenarios definitiva se anunció el 23 de enero de 2023. Los cierres de ambos días estuvieron a cargo de Juanse y Las Pelotas
El festival cuenta con el regreso de No Te Va Gustar, tras 4 años, y Catupecu Machu, tras 8 años. La presencia internacional está representada por Rels B, LP y Lila Downs. Un escenario nuevo, "Escenario de Montaña", tuvo una temática de música rock y electrónica, con el cierre de Tiësto y Charlotte de Witte. Por primera vez en su historia, el festival anunció la venta total de entradas.

## Grilla
| Sábado 18 de febrero | Sábado 18 de febrero | Sábado 18 de febrero | Sábado 18 de febrero | Sábado 18 de febrero     | Sábado 18 de febrero            | Sábado 18 de febrero |
| Escenario Norte      | Escenario Sur        | Escenario de Montaña | Escenario Boomerang  | La Casita del Blues      | Escenario Paraguay              |                      |
| -------------------- | -------------------- | -------------------- | -------------------- | ------------------------ | ------------------------------- | -------------------- |
| Juanse               | Juan Ingaramo        | Charlotte de Witte   | Gativideo            | Joanna Maddox            | Fiesta Bresh                    |                      |
| Divididos            | Turf                 | Enrico Sangiuliano   | Rusowsky             | Don Vilanova & Soul Bros | Koino Yokan                     |                      |
| Skay y Los Fakires   | Trueno               | Nicolas Taboada      | Saramalacara         | Déborah Dixon            | Mi Amigo Invencible             |                      |
| No Te Va Gustar      | Rels B               | Vesica Piscis        | Muerejoven           | The Ginger Hearts        | Él Mató a un Policía Motorizado |                      |
| Guasones             | Conociendo Rusia     | Catupecu Machu       | Gauchito Club        | Los Búfalos Sedientos    | Lila Downs                      |                      |
| Ojos Locos           | Alemán               | LP                   | Odd Mami             | Wayra Iglesias           | Las Ligas Menores               |                      |
| La Chancha Muda      | Zeballos             | La Delio Valdez      | Fermín               | Viejo Motor              | Ráyos Laser                     |                      |
| El Bordo             | DLD                  | Usted Señalemelo     | Joven Breakfast      | Greta Kohan              | Clara Cava                      |                      |
| Farolitos            | Lara 91k             | Estelares            | Ilan Amores          |                          | Los Hermanos Morgan             |                      |
|                      | Synópsis             |                      | Bad                  |                          |                                 |                      |
|                      |                      |                      | Letizia Vocos        |                          |                                 |                      |
|                      |                      |                      | Jon Deca             |                          |                                 |                      |

| Domingo 19 de febrero    | Domingo 19 de febrero  | Domingo 19 de febrero | Domingo 19 de febrero | Domingo 19 de febrero     | Domingo 19 de febrero | Domingo 19 de febrero |
| Escenario Norte          | Escenario Sur          | Escenario de Montaña  | Escenario Boomerang   | La Casita del Blues       | Escenario Paraguay    |                       |
| ------------------------ | ---------------------- | --------------------- | --------------------- | ------------------------- | --------------------- | --------------------- |
| Las Pelotas              | Ca7riel y Paco Amoroso | Tiësto                | Polenta               | JJ Thames                 | Fiesta Katana         |                       |
| La Vela Puerca           | Dillom                 | Babasónicos           | Muerdo                | Nanda Moura & Toyo        | Ms Nina               |                       |
| Ciro y los Persas        | Airbag                 | Monsieur Periné       | Lisandro Aristimuño   | Coral                     | Taichu                |                       |
| Las Pastillas del Abuelo | Fito Páez              | Bandalos Chinos       | Feli Colina           | Los Masones               | El Doctor             |                       |
| Caras Extrañas           | Vetusta Morla          | Peces Raros           | Emmanuel Horvilleur   | The Rhythm Gamblers       | Sofía Gabanna         |                       |
| El Plan de la Mariposa   | Silvestre y la Naranja | Manu Martínez         | 1915                  | 29 Caminos Blues          | Intendente            |                       |
| Cruzando el Charco       | Paz Carrara            | Agustina Giovio       | El Zar                | Gloria Aguilar y Cruxados | Cráneo & Lasser       |                       |
| Jóvenes Pordioseros      |                        |                       | Zenón Pereyra         | Escorpia                  | Ronpe 99              |                       |
| El Vuelto                |                        |                       | Mia Zeta              |                           | The Colorated         |                       |
|                          |                        |                       | Anyi                  |                           | Santoz                |                       |
|                          |                        |                       | Cata Raybaud          |                           | Caliope Family        |                       |
|                          |                        |                       | Odios Compartidos     |                           |                       |                       |